# Средњошколски центар „Василије Острошки”
Средњошколски центар „Василије Острошки” је јавна средњошколска установа у општини Соколац. Налази се у улици Омладинска 2, у Соколцу. Назив је добила по Василији Острошком, епископу захумском и српском православном светитељу. Садржи образовне профиле Гимназија, са општим смером, Шумарство и обрада дрвета, са смеровима шумарски техничар и техничар за обраду дрвета и Информатичка гимназија.

## Историјат
Основана је 31. августа 1961. године под називом Гимназија „Слободан Принцип Сељо”. Од школске 1973—74. године носи назив Средњошколски центар „Соколац”, у свом саставу је имала Гимназију „Слободан Принцип Сељо” и Школу ученика у привреди. Школске 1974—75. су настале измене и допуне Решења о оснивању Средњошколског центра у Соколцу, сачињавале су га Гимназија „Слободан Принцип Сељо”, Школа ученика у привреди и Школа са практичном обуком. Године 1977—78. се Центар конституише као Радна организација средњег усмереног образовања и васпитања Соколац у чијем су саставу биле Гимназија „Слободан Принцип Сељо”, Школа ученика у привреди и Школа са практичном обуком. Гимназија се укида 1980—81. а припојена јој је школа у Хан Пијеску. Назив школе је промењен 1992—93. у Средња школа „Соколац”, када се отвара гимназија и стручна занимања. Регистрована је 18. јуна 2013. године као Средњошколски центар „Василије Острошки”, како се и данас назива.